# Leneen Forde

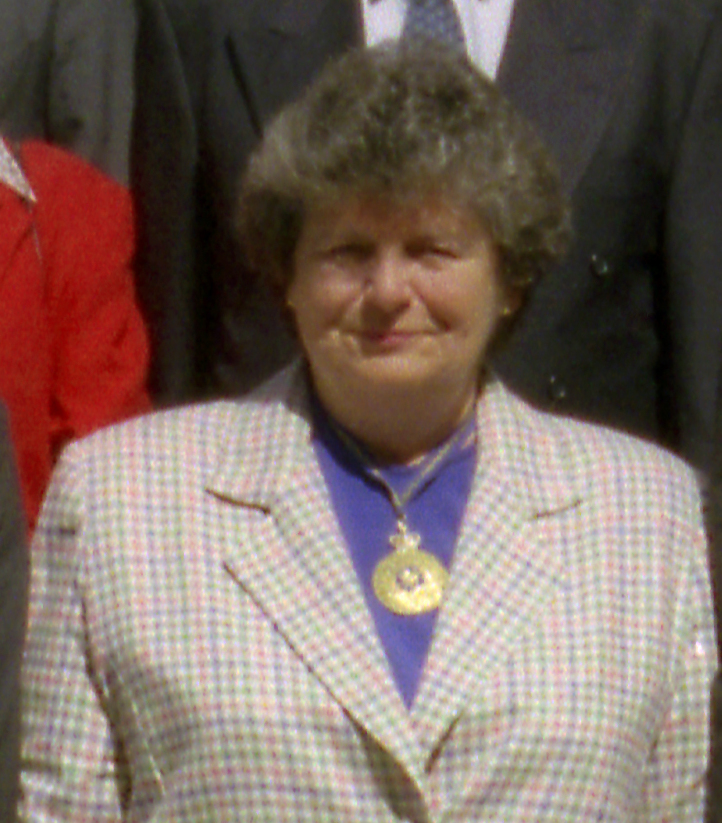
Leneen Forde, 1995

Mary Marguerite Leneen Forde AC (* 12. Mai 1935 in Ottawa) ist eine australisch-kanadische Politikerin.
Sie wurde als Leneen Kavanagh in Kanada geboren und arbeitete als medizinisch-technische Laboratoriumsassistentin. Sie studierte nebenbei für einen Abschluss als Bachelor of Arts, bevor sie 1954 nach Australien zog. Im Jahre 1955 heiratete sie Francis Gerard Forde, den Sohn des australischen Politikers Francis Michael Forde. Sie arbeitete in der hämatologischen Abteilung des Royal Brisbane Hospitals, bevor sie nach dem Tode ihres Mannes im Jahre 1966 ein Vollzeit-Studium aufnahm. 1970 machte sie einen Abschluss als Bachelor of Laws an der Universität von Queensland und arbeitete ab 1971 als Rechtsanwältin.
Von 1990 bis 1992 war sie Präsidentin von Zonta International. 1991 war sie Queenslander of the Year.
Von 1992 bis 1997 war sie Gouverneurin von Queensland. 1998 wurde sie Vorsitzende der Untersuchungskommission über Kindesmissbrauch in Einrichtungen von Queensland und legte ihren Bericht im Mau des Jahres 1999 vor.
Im Jahre 1993 wurde sie zum Companion des Order of Australia ernannt. Sie ist Gratialdame des Malteserordens.
Derzeit ist sie Kanzlerin der Griffith University.